# Benoît Bastien
Benoît Bastien (født 17. april 1983 i Épinal, Vosges) er en fransk fodbolddommer. . Han har dømt internationalt under FIFA siden FIFA siden 2014.